# Novo Selo Lasinjsko
  Novo Selo Lasinjsko  falu Horvátországban, Károlyváros megyében. Közigazgatásilag Lasinjához tartozik.

## Fekvése
Károlyvárostól 23 km-re keletre, községközpontjától 3 km-re nyugatra a Kulpa jobb partján fekszik.

## Története
Lakosságát csak 1948-óta számlálják önállóan. 2011-ben 108-an lakták.

## Lakosság
| Lakosság változása | Lakosság változása | Lakosság változása | Lakosság változása | Lakosság változása | Lakosság változása | Lakosság változása | Lakosság változása | Lakosság változása | Lakosság változása | Lakosság változása | Lakosság változása | Lakosság változása | Lakosság változása | Lakosság változása | Lakosság változása |
| ------------------ | ------------------ | ------------------ | ------------------ | ------------------ | ------------------ | ------------------ | ------------------ | ------------------ | ------------------ | ------------------ | ------------------ | ------------------ | ------------------ | ------------------ | ------------------ |
| 1857               | 1869               | 1880               | 1890               | 1900               | 1910               | 1921               | 1931               | 1948               | 1953               | 1961               | 1971               | 1981               | 1991               | 2001               | 2011               |
| 0                  | 0                  | 0                  | 0                  | 0                  | 0                  | 0                  | 0                  | 100                | 121                | 109                | 104                | 104                | 91                 | 93                 | 108                |